# Agustín Blanco
Agustín Blanco (fl. 1700-1725) fue un corsario español del siglo XVIII, miembro famoso de los guardacostas hispánicos del Caribe.

## Carrera
Nacido en Baracoa, Cuba, en año desconocido, operó a principios de siglo. Comandaba una tripulación de enorme diversidad, incluyendo a españoles blancos, mulatos y negros además de ingleses, escoceses. Su propio socio al mando era un inglés,  Richard Hancock. Blanco recibió su patente de corso de Carlos Sucre y Pardo, gobernador de Santiago de Cuba, que los ingleses le acusaron de utilizar como excusa para atacar asentamientos terrestres ingleses y compañías de extracción de palo de Campeche.
En marzo de 1725, al mando de una galera de clase piragua, Blanco atacó el sloop Snapper, en ruta de Jamaica. El español amenazó con atacar New Providence sin cuartel, aunque al mismo tiempo declinó responsabilidad, afirmando que Sucre le había ordenado tomar prisioneros ingleses para trabajos forzados. Tomó tierra en Eleuthera, donde perdió algunos prisioneros, pero lo compensó saqueando la aldea inglesa local y capturando a otros tantos.
El gobernador inglés de Bahamas, George Phenney, armó dos sloops y los envió a la busca de Blanco, pero no le encontraron. Phenney se quejó entonces a su homólogo español en La Habana, Gregorio Guazo y Calderón, quien respondió que su jurisdicción no incluía Baracoa o Santiago de Cuba. Los ingleses optaron por fortificar Nassau, pero no pudieron proteger las islas circundantes, por lo que enviaron una petición al rey de enviarles buques de guerra para protegerse.